# Heinz Maier-Leibnitz
Heinz Maier-Leibnitz (28 de marzo de 1911, Esslingen am Neckar-16 de diciembre de 2000, Allensbach) fue un físico alemán. Realizó notables contribuciones a la espectroscopia nuclear, introduciendo técnicas de medición de coincidencias, trazadores radiactivos para bioquímica y medicina, e intervino en el desarrollo de la óptica de neutrones. Fue un educador influyente y asesor de la República Federal de Alemania sobre programas nucleares.
El reactor de investigación FRM II se denomina oficialmente Forschungsneutronenquelle Heinz Maier-Leibnitz.

## Semblanza
Maier-Leibnitz estudió física en la Universidad de Stuttgart y en la Universidad de Gotinga, de la que recibió su doctorado en 1935 bajo la supervisión del premio Nobel James Franck y de Georg Joos. Franck emigró de Alemania en 1933 y su sucesor fue Joos. Mientras trabajaba en el campo de la física atómica, Maier-Leibnitz descubrió el fenómeno de la metaestabilidad a partir de los iones de helio negativos, que luego tuvieron aplicaciones en los aceleradores de partículas.
Poco después de doctorarse, se convirtió en asistente de Walther Bothe, director del Instituto de Física del Instituto Kaiser Wilhelm de Investigación Médica (KWIMF) en Heidelberg. Bothe había conocido a Maier-Leibnitz durante un viaje a la Universidad de Gotinga a la búsqueda de nuevos talentos, durante el que Robert Wichard Pohl y Georg Joos recomendaron altamente a Maier-Leibnitz por su inteligencia y creatividad. Se incorporó al Instituto de Física poco después de la llegada de Wolfgang Gentner, quien fue reconocido como el segundo al mando de Bothe y tomó a Maier-Leibnitz bajo su protección para convertirse en su mentor, crítico y amigo cercano. Maier-Leibnitz trabajó en espectroscopia nuclear, mediciones de coincidencia de electrones y rayos gamma, trazadores radioactivos y conservación de la energía en la dispersión Compton.
En los primeros años de la Segunda Guerra Mundial, sirvió primero en la defensa aérea alemana y luego como meteorólogo en bases aéreas de Francia. En 1942 regresó para continuar su trabajo con Bothe, quien, desde 1939, había sido director del Proyecto Uranio, también conocido como Uranverein (Uranium Club).
Después de la Segunda Guerra Mundial, debido a los estragos de la guerra y a las políticas de ocupación aliadas, el Instituto de Física de Bothe atravesó tiempos difíciles. Maier-Leibnitz, Kurt Starke y otros colegas más jóvenes de Bothe se fueron a trabajar a América del Norte. Maier-Leibnitz se fue en la primavera de 1947, pero cuando expiró su contrato en la primavera de 1948, volvió a incorporarse al equipo de Bothe. Continuó trabajando en espectroscopia nuclear y trazadores radiactivos en bioquímica y medicina. También emprendió el estudio de la aniquilación de positrones en sólidos, que se convirtió en una nueva herramienta para medir la distribución del momento de los electrones ligados.
En 1952, tras la jubilación de Walter Meissner, asumió la Cátedra de Física Técnica y la dirección del Laboratorio de Física Técnica en la Escuela Técnica de Múnich, que se convertiría en el núcleo de la escuela de Maier-Leibnitz de física del estado sólido nuclear. Su visión de futuro condujo a la reorganización y expansión de la física en la Universidad de Múnich, con la formación del Departamento de Física en 1965. Una de sus primeras ampliaciones importantes se realizó con el nombramiento de Nikolaus Riehl, que había regresado a Alemania en 1955 después de haber sido deportado a la Unión Soviética en 1945 para trabajar en el programa soviético de armas nucleares. Riehl era una autoridad en la purificación de uranio y contribuyó en gran medida a lograr la construcción de nuevas herramientas de investigación. Gracias a la iniciativa y el liderazgo de Maier-Leibnitz, se construyó el Reactor de Investigación de Múnich (FRM), el primer reactor nuclear construido en Alemania. Este reactor, popularmente llamado Atomei ("huevo atómico", por su forma característica), se construyó en 1956 y entró en funcionamiento en 1957. En lugar de ser utilizado para estudiar la física y la tecnología nuclear, su cubeta se utilizó como fuente de neutrones y se convirtió en una herramienta versátil para la investigación interdisciplinaria. Además, fue el germen de todo el campus de investigación de Garching. Un segundo reactor construido cerca, el FRM II, entró en estado crítico por primera vez cuatro años después de la muerte de Maier-Leibnitz.
Durante 1956 y 1957 fue miembro del Grupo de Trabajo de Física Nuclear de la Comisión Alemana de la Energía Atómica, presidida por Werner Heisenberg.
También fue miembro del Grupo de Trabajo sobre Reactores Nucleares, del que era considerado el consejero más activo e influyente. Nombrado presidente de un comité especial para diseñar el Programa Nuclear Alemán, se convirtió en una de sus personas clave.
Gracias a su experiencia y conocimientos en técnicas instrumentales, en particular en óptica de neutrones, Maier-Leibnitz fue uno de los primeros en darse cuenta de que el flujo de neutrones del FRM era demasiado bajo para algunos experimentos interesantes. Jugó un papel decisivo, junto con Louis Néel, en la realización del proyecto franco-alemán para construir una fuente de neutrones de alto flujo, y fundó el Instituto Laue-Langevin en Grenoble en 1967, llamado así en honor de los físicos Max von Laue y Paul Langevin.
Después de 27 años de servicio en la Universidad Técnica de Múnich, alcanzó el estatus de emérito en 1979.
Maier-Leibnitz fue signatario en abril de 1957 del manifiesto de Gotinga (o de los Dieciocho de Gotinga), en el que las principales figuras alemanas de la ciencia nuclear reclamaron al gobierno de su país que se comprometiera a no producir armas nucleares.
Maier-Leibnitz estaba interesado en la cocina como pasatiempo y fue el autor del libro de cocina Kochbuch für Füchse.

## Reconocimientos
Fue miembro de la Academia Alemana de las Ciencias Naturales Leopoldina, de varias academias de ciencias y humanidades (Heidelberg, Baviera, Flandes, India, Suecia, Finlandia, Francia y Austria), y de la Real Academia de las Ciencias de Suecia. Recibió varios galardones, entre los que pueden citarse:
- 1965: Doctor honoris causa por la Universidad de Viena
- 1966: Doctor honoris causa por la Universidad de Grenoble
- 1996: Medalla Stern-Gerlach del Deutsche Physikalische Gesellschaft
- 1971: Medalla Carus de la Academia Alemana de las Ciencias Naturales Leopoldina
- 1972: Orden del Mérito de la República Federal de Alemania
- 1973: Doctor honoris causa por la Universidad de Reading
- 1973: Condecoración Austriaca para la Ciencia y el Arte
- 1979-1984: Miembro y luego Canciller del Pour le Mérite
- 1980: Premio Freiherr von Stein
- 1981: Orden Bávara de Maximiliano para las ciencias y las artes
- 1984: Premio Otto Hahn
- 1985: Medalla Wilhelm Exner[15]
- 1986: Premio Otto Hahn de la Sociedad Alemana de Química y del Deutsche Physikalische Gesellschaft
- 1988: Medalla Lorenz Oken
- 1991: Orden del Mérito de la República Federal de Alemania
- 1995: Orden del Mérito de Baden-Württemberg
- 2000: Anillo de Honor de Oro de la Universidad Técnica de Múnich
- Desde 1979 se otorga anualmente en su honor el Premio Heinz Maier-Leibnitz, financiado por el Ministerio Alemán de Educación e Investigación,[16] y otorgado por un comité de selección designado por la Sociedad Alemana de Investigación.[17][18]

## Publicaciones
- Peter Kafka y Heinz Maier-Leibnitz Streitbriefe über Kernenergie. Zwei Physiker über Wissenschaft, Fortschritt und die Folgen (Piper, 1982).
- Heinz Maier-Leibnitz Lernschock Tschernobyl (Interfrom, 1986).
- Heinz Maier-Leibnitz Kochbuch für Füchse. Große Küche - schnell und gastlich [mit Hinweisen für d. Mikrowellenherd] (Piper, 1986).
- Peter Kafka y Heinz Maier-Leibnitz Kernenergie: Ja oder Nein? Eine Auseinandersetzung zwischen zwei Physikern (Piper, 1987).